# Ouratea schusteri
Espèce
Classification phylogénétique
Statut de conservation UICN

 VU (needs updating) B1+2c : Vulnérable
Ouratea schusteri est une espèce de plantes à fleurs de la famille des Ochnaceae présente au Kenya et en Tanzanie.   

## Description
C'est un arbuste.

## Répartition
Endémique aux forêts primaires humides des Monts Taita, Kasigau, Usambara et Uluguru, entre la Tanzanie et le Kenya.